# Jarosław Dąbrowski

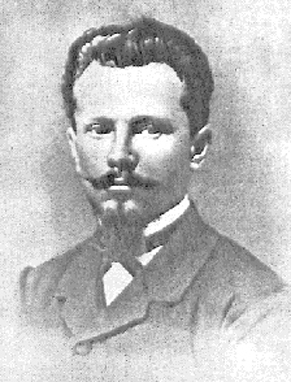
Jarosław Dąbrowski

Jarosław Dąbrowski (auch Jaroslaw Dombrowski, [jaˈrɔswaf dɔmˈbrɔfskʲi]; * 13. November 1836 in Żytomierz; † 23. Mai 1871 in Paris) war ein polnischer revolutionärer Demokrat, Führer der „Roten“ im Januaraufstand von 1863 in Polen und 1871 Oberbefehlshaber der Pariser Kommune in Frankreich.

## Leben und Wirken
Jarosław Dąbrowski diente als Offizier in der russischen Armee, nahm 1863 am Januaraufstand der polnischen Unabhängigkeitsbewegung teil und wurde nach Sibirien verbannt. Nach seiner Flucht ging er nach Frankreich und wurde General der Pariser Kommune. Im Mai 1871 wurde er Oberbefehlshaber der Streitkräfte der Kommune. Er fiel beim Barrikadenkampf am Montmartre in Paris.
Im spanischen Bürgerkrieg kämpfte ein nach ihm benanntes Bataillon als Teil der XI. Internationalen Brigade für die Republik.
Nach ihm war die Jaroslaw-Dombrowski-Kaserne in Straßgräbchen, heute Ortsteil von Bernsdorf, benannt. Das dort stationierte und mit S-75 ausgestattete Fla-Raketenregiment 14 (zuletzt als Fla-Raketenregiment 31 bezeichnet) erhielt am 1. März 1966 den Traditionsnamen Jaroslaw Dombrowski.

## Film
- Jarosław Dąbrowski, Polen 1976, Regie: Bohdan Poręba, Titelrolle: Zygmunt Malanowicz